# Watertoren (Vorst Marconistraat)
De voormalige watertoren aan de Marconistraat in Vorst werd in 1904 gebouwd door de gebroeders Grondel uit Gent.

## Geschiedenis
De groei van de wijk op de grens tussen Vorst en Sint-Gillis betekende een groei aan de behoefte van drinkwater. Gebouwd in 1904 in opdracht van de Brusselse Watermaatschappij werd ze in 1905 in gebruik genomen. In 1934 werd de toren buiten gebruik genomen en in 1956 verkocht aan de gemeente Vorst. Deze gebruikte de toren decennialang als opslag voor wegmateriaal. In 1987 werd de toren aangekocht door twee particulieren om er een woning en een kantoor in in te richten. Het gewest besloot evenwel later om het complex te onteigenen vanwege de waarde voor het openbaar nut. Plannen om er een brandweerpost van te maken vonden echter geen doorgang vanwege de hoge kosten en in 1998 werd besloten om de toren weer te verkopen.
De onteigende particulieren verkochten hun rechten om het goed terug te kopen aan een projectontwikkelaar die vanaf 2006 de toren ombouwde tot een complex van woon- en kantoorruimten.

## Beschrijving
De toren was een van de eerste torens in België waar het, in 1892 gepatenteerde, vervaardigingsprocedé van Francois Hennebique van gewapend beton werd toegepast. Het geheel bestaat uit een betonnen kuip van 500 kubieke meter die ondersteund wordt door een octogonale structuur bestaande uit verticale en radiale balken. Centraal bevindt zich een wenteltrap, bovenin bevindt zich een balustrade met kandelaberzuilen in blauwe steen. De onderste drie verdiepingen van de structuur werden afgewerkt met bakstenen metselwerk. In iedere zijde bevindt zich een venster met gedrukte boog, een houten kader en uitspringende vensterbanken in blauwe steen. De toren verkreeg in 1998 de status van beschermd monument.
Thans doet de voormalige watertoren dienst als woon- en kantoorruimte. Hierbij werd de betonnen mantel van de kuip vervangen door een glazen gevel. Het bovenste gedeelte is omgebouwd tot een luxeflat met panoramisch dak dat behalve via de wenteltrap ook toegankelijk is middels een nieuw gebouwde lift langs de buitenkant van de toren. In de onderste laag bevinden zich nog een duplexwoning en een kantoorruimte.
Anderlecht (Émile Grysonlaan) ·
Anderlecht (Klein-Eiland) ·
Brussel (Antoon van Osslaan) ·
Brussel (1879) ·
Brussel (1890) ·
Brussel (Dieudonné Lefèvrestraat) ·
Brussel (Romeinsesteenweg) ·
Brussel (Verlengde Masuistraat) ·
Brussel (Werkhuizenkaai) ·
Evere ·
Elsene ·
Jette ·
Sint-Jans-Molenbeek (Nijverheidskaai) ·
Sint-Jans-Molenbeek (station) ·
Schaarbeek ·
Ukkel ·
Vorst (Bollinckxstraat) ·
Vorst (Hertstraat) ·
Vorst (Marconistraat) ·
Vorst (Ruisbroeksesteenweg) ·
Vorst (Volxemlaan)